# Zaïde, un petit air de vengeance
Pour plus de détails, voir Fiche technique et Distribution.
Zaïde, un petit air de vengeance est un téléfilm français réalisé par Josée Dayan, diffusé le 22 mars 2001 sur France 2.

## Synopsis
Une ancienne chanteuse lyrique, Anna Shermann, enquête – sept ans après les faits – sur la mort de son fils, David, dans des conditions obscures à Bruxelles lors d'une compétition d'aviron. Convaincue que ses équipiers sont impliqués dans sa noyade, puis ont été couverts par la police, elle organise une méthodique vengeance.

## Fiche technique
- Titre : Zaïde, un petit air de vengeance
- Titre international : Zaide
- Réalisation : Josée Dayan
- Scénario : Odile Barski
- Dialogues : Bernard Stora
- Costumes : Annie Périer et Thijsje Strypens
- Décors : Sylvie Fennec
- Musique : Bruno Coulais
- Producteurs : Jean-Pierre Guérin, Anne Leduc et Catherine Burniaux
- Société de production : Banana Films, Canal +, RTBF
- Pays :  France
- Durée : 103 minutes
- Diffusions :
  - 22 mars 2001 sur Canal +
  - 26 août 2002 en Australie
  - 16 novembre 2002 en Roumanie

## Distribution
- Jeanne Moreau : Anna Shermann
- Guillaume Depardieu : Simon
- Julie Depardieu : Marie
- Mathieu Amalric : Luigi Scarofolo
- Denis Podalydès : Thomas Meils
- Laurent Lucas : Patrice Wolfe
- Christopher Thompson : Walter Zermatt
- Philippe Ambrosini : Nick Nosh
- Stanislas Merhar : David
- David Pion : le garçon d'étage
- Laurent Van Wetter : le concierge hôtel
- Gaëtan Lejeune : Mourhad
- Georgette Dee : le travesti
- Vincent Scarito : le Turc
- Fujio Ishimaru : le Chinois
- Fabrice Grange : le vendeur de journaux
- Dimitri Doulkeridis : le voisin Luigi
- François Vincentelli : le portier / voiturier
- Mathilde Dupret : Fille Zermatt
- Peter Bonke : Peter
- Gérard Renault : le type du chantier
- Husky Kihal : le douanier
- Nathalie Canion : l'hôtesse de l'air
- Grégoire Baldari : le patron de la salle de jeux

## Tournage
Le tournage du téléfilm a lieu en 1999, principalement à Bruxelles.

## Réception critique
Lors de sa première diffusion en 2001 sur Canal+, La Dépêche du midi s'enthousiasme pour le jeu de l'« époustouflante Jeanne Moreau » dirigée par une spécialiste du petit écran, Josée Dayan, dans un téléfilm à la « réalisation touchante et brillamment menée ». En revanche, le téléfilm est froidement accueilli par la critique belge qui note que malgré un « casting époustouflant », la direction des acteurs est mauvaise (particulièrement celle de Guillaume Depardieu oscillant « entre le grotesque et le génie, [... et] bascul[ant] trop rapidement dans le côté peu crédible de la force ») pour un scénario à grosses « ficelles » dont l'intrigue « est filmée sans grande subtilité » aboutissant à une fiction « un peu mièvre ».